# Pseudagrion lorenzi
Pseudagrion lorenzi là loài chuồn chuồn trong họ Coenagrionidae. Loài này được Gassmann mô tả khoa học đầu tiên năm 2011.